# Державний академічний симфонічний оркестр Росії
Державний академічний симфонічний оркестр Росії (повна назва — рос. Государственный академический симфонический оркестр Российской Федерации имени Светланова, скорочено — «Госоркестр») — один з найбільших музичних колективів Росії.

## Історія створення
Заснований в 1936 році,  як Академічний симфонічний оркестр СРСР. Перший виступ колективу відбулося 5 жовтня 1936 в Великому залі Московської консерваторії.
На початку війни оркестр був евакуйований в Середню Азію, виступав з концертами в тилу. 6 березня 1943 року відбувся перший концерт оркестру в Москві після повернення з евакуації. В 1956 році Держоркестру став першим з радянських оркестрів, які виїхали на гастролі за кордон.

## Творча діяльність
З середини 1950-х років, а більш активно — з приходом на пост головного диригента Євгена Свєтланова — оркестр почав робити записи, у тому числі унікальний проект «Антологія російської симфонічної музики». Держоркестр часто ставав першим виконавцем нових творів, написаних спеціально для цього колективу, а також — після довгої перерви — забутих і довго не виконувалися творів. Так, в 1945 році вперше майже за 50 років була виконана Перша симфонія Сергія Рахманінова.

## Сучасна діяльність
1991 року з розвалом СРСР отримав сучасну назву. У 2006 році оркестру було присвоєно ім'я Євгена Свєтланова.
Наразі Держоркестр Росії — один з провідних симфонічних оркестрів світу. Колектив дає концерти як у Росії, так і за кордоном, а також робить численні записи.

## Головні диригенти оркестру
- Олександр Гаук — 1936-1941
- Натан Рахлін — 1941-1945
- Костянтин Іванов — 1946-1965
- Євген Светланов — 1965-2000
- Василь Синайський — 2000-2002
- Марк Горенштейн — 2002-2011
- Володимир Юровський — з 2011 (художній керівник)